# Frühstück mit dem Tod
Frühstück mit dem Tod ist ein deutsch-österreichisches Kriminaldrama von Franz Antel aus dem Jahre 1964 mit Wolfgang Preiss und Sonja Ziemann in den Hauptrollen.

## Handlung
In der fiktiven US-amerikanischen Stadt Newtonville in den 1960er Jahren. Der arrivierte Staatsanwalt Ted Talbot ist mit der Rechtsanwältin Jane Painter-Talbot verheiratet. Beide stehen beruflich in Konkurrenz. Sein jetziger Fall hat es in sich. Talbot ist von der Schuld des Angeklagten James Conley, der des Bankraubes mit Todesfolge beschuldigt wird, überzeugt und erwirkt mit seinem Plädoyer für die Höchststrafe, dass der Beschuldigte zum Tode verurteilt wird. Der dringenden Bitte Beth Conleys, der Frau des Todeskandidaten, einen Aufschub bei der Urteilsvollstreckung zu erteilen, kommt Talbot nicht nach, da ihm keine neuen Erkenntnisse vorliegen. Kaum ist das Urteil vollstreckt, erfährt der Staatsanwalt von einem schriftlich niedergelegten Geständnis, das ein Selbstmörder hinterlassen hat. In dem Briefchen behauptet dieser die Tat verübt zu haben. Talbot packt das nackte Entsetzen, er vermag nicht zu glauben, dass er eine Fehlentscheidung getroffen hat. Immerhin versucht er gegenüber der Conley-Witwe einiges gutzumachen und bietet ihr finanzielle Unterstützung an. Doch die attraktive Blondine weist das Ansinnen des Staatsanwalts zornig zurück, so als wolle er sich mit dieser Geldsumme von der eigenen Schuld freikaufen.
Auch Talbots Ehe leidet sehr unter der staatsanwaltlichen Fehlentscheidung. Jane Painter-Talbot, die zugleich Conleys Anwältin gewesen war, reicht daraufhin die Scheidung ein. Beruflich geht es mit dem Vertreter der Anklage von nun an stetig bergab. Eine Reihe merkwürdiger Ereignisse rund um seine Person führen schließlich dazu, dass Talbot sich gezwungen sieht, sein Amt niederzulegen. Sein Nachfolger wird sein Stellvertreter Hall Young, und der scheint nicht minder unerbittlich in seiner Amtsführung, auch nicht gegenüber Talbot. Die Schlinge zieht sich immer enger um Ted Talbots Hals; schließlich gerät er sogar in den Verdacht, die Witwe Conleys getötet zu haben, nachdem man ihn mit deren Leiche im Arm vor der Haustür angetroffen hat. Talbot, der ab sofort unter Mordverdacht steht, flieht und taucht unter, den zähen Polizeileutnant Keller immer im Genick. Jetzt steht nur noch die junge Vickie Paul, die ihm zu Dank verpflichtet ist, an seiner Seite. Sie glaubt fest an seine Unschuld. Vickie bringt Talbot auf den Gedanken, dass er in ein Netz raffiniert ausgelegter Intrigen geraten ist. Er muss, um die Wahrheit herauszufinden, mehrmals seine Fäuste schwingen. Vor allem der Motelbesitzer Larry scheint mehr als undurchsichtig. Auf Talbot und Vickie werden Anschläge verübt. Vickie von einer Kugel getroffen, und auch Talbot wird angeschossen. Bald steht seine Noch-Ehefrau Jane als Strippenzieherin im Fokus seines Verdachts. Ihr Motiv: blinder Ehrgeiz.

## Produktion
Frühstück mit dem Tod entstand im Frühjahr 1964 in Berlin. Um für eine Nachtclub-Szene eine attraktive Stripperin zu bekommen, durchkämmte der Aufnahmeleiter alle einschlägigen Berliner Etablissements. Als nach erfolgreicher Suche und den entsprechenden Aufnahmen Regisseur Franz Antel seine Neuentdeckung nun ohne Filmzensur kennenlernen wollte, zeigte sie nur Interesse an der Gage und unterschrieb mit dem Vornamen „Jakob“, wodurch sie sich als Transgender zu erkennen gab.
Rolf Kalmuczak war unter dem Pseudonym Thomas Alden am Drehbuch beteiligt. Karl Spiehs hatte die Herstellungsleitung. Die Filmbauten entwarf Otto Pischinger. Gunther Kortwich war für den Ton zuständig. Für Arno Paulsen war dies die letzte Kinofilmrolle.
Die Uraufführung fand in Deutschland am 5. Juni 1964 statt, exakt eine Woche darauf feierte der Streifen seine österreichische Premiere in Wien.
Ein Remake wurde 1993 als russische Filmproduktion in den USA gedreht.

## Kritiken
„Dies ist Franz Antels erste Krimi-Inszenierung, er schuf ja in den letzten Jahren immer nur leichte fröhliche amouröse Filme. Jetzt hat er sich nun der herrschenden Filmmode gefügt und ist auch zum Krimi übergegangen.
Nach dem Roman “Gestehen Sie Herr Staatsanwalt” von Day Keene nahm Franz Antel diese Regiearbeit mit einer namhaften Besetzung vor und hinter der Kamera an.“

„Durchsichtiger Kriminalfilm, der Spannung mit Roheiten verwechselt.“

„Dies alles erscheint bei späterer Betrachtung reichlich konstruiert, aber spannend solange der Film abrollt. In guter Besetzung und unnötigerweise amerikanischem Milieu, musikalisch illustriert und technisch ausgeglichen.“